# Bhimrao Ramji Ambedkar
Bhimrao Ramji Ambedkar (en marathi : dभीमराव रामजी आंबेडकर) (né le 14 avril 1891 à Mhow (en) en Madhya Pradesh et décédé le 6 décembre 1956 à Delhi), surnommé Babasaheb Ambedkar, est un juriste et homme politique indien. 
Il est le principal rédacteur de la Constitution de l'Inde, un leader des intouchables, et un initiateur du renouveau du bouddhisme en Inde, cherchant à dépasser le système des castes.

## Biographie

### Enfance et études
Ambedkar est né à Mhow (en) (État du Madhya Pradesh) le 14 avril 1891. Il est originaire du groupe des intouchables mahars. Le mahârâja de Baroda (Vadodara) remarque son esprit brillant et paie ses études. Il intègre ainsi le Elfinstone College à Bombay en 1912, puis obtient un doctorat d'économie à la Columbia University, aux États-Unis. Il entre ensuite à la London School of Economics et devient avocat, membre du barreau de la Gray's Inn de Londres.

### Le retour en Inde
Mais, de retour en Inde, il est confronté de nouveau à la discrimination et à l'humiliation des personnes des hautes castes. Il est en désaccord avec Gandhi sur la question d'une assemblée séparée pour les Dalits ou intouchables et sur le principe d'une loi électorale de discrimination positive les favorisant. Pour faire valoir les droits des intouchables, il lance des mouvements de désobéissance civile, consistant notamment à permettre aux intouchables de rentrer dans des temples ou boire de l'eau dans les fontaines, ce qui leur était interdit car certains hindous conservateurs considèrent que les intouchables souillent l'eau et polluent les temples.

### Le pacte de Pune
Du fait de la prééminence d'Ambedkar au sein de la communauté intouchable et du soutien que lui apportait celle-ci, il fut invité à la deuxième Round Table Conference, à Londres, en 1932. Gandhi s'y opposa avec force à l'idée d'un électorat séparé pour les intouchables pour les élections parlementaires, disant qu'il craignait qu'un tel arrangement ne scinde la communauté hindoue en deux.
Toujours en 1932, lorsque les Britanniques se mirent d'accord avec Ambedkar et annoncèrent la mise en place d'un électorat séparé, Gandhi protesta en jeûnant, alors qu'il était emprisonné à la prison centrale de Yerwada, à Pune. Ce jeûne provoqua des réactions enflammées dans toute l'Inde et des leaders, politiciens et activistes hindous orthodoxes tels que Madan Mohan Malaviya et Palwankar Baloo (en) organisèrent des rencontres avec Ambedkar et ses partisans à Yerwada. 
Craignant des représailles collectives et des actes de violence contre les intouchables, Ambedkar fut forcé de signer un accord avec Gandhi. 
Cet accord, qui aboutit à la fin du jeûne de Gandhi et à l'abandon par Ambedkar de son exigence d'un électorat séparé, fut appelé le Pacte de Pune (en). 
Au lieu d'un électorat séparé, l'accord aboutit à l'attribution d'un certain nombre de sièges réservés aux intouchables (qui, dans l'accord, formaient ce qui était encore appelé la Depressed Class).

### Rédaction de la Constitution
En 1947, Nehru le nomme Ministre de la Justice dans le premier gouvernement de l'Inde indépendante et le charge de rédiger la constitution du pays. Il y inclut la prohibition de toutes formes de discrimination, tant envers les intouchables hors-castes qu'envers les femmes, et la liberté de religion. Il lance des mesures destinées à améliorer la condition sociale des femmes et instaure un système destiné à permettre aux personnes des basses classes de faire des études et de trouver un travail en rapport avec leurs qualifications.

### Conversion au bouddhisme
Il est convaincu que l'intouchabilité, étant liée au système des castes, est consubstantielle à l'hindouisme. Ce fait et l’omniprésence de l’hindouisme dans la vie indienne, expliquent pour Ambedkar l'échec de ses approches sociales et politiques du changement de la situation des Dalits. À une conférence à Yeola (en) en 1935, il déclare qu’il ne mourra pas hindou et que l’hindouisme perpétue les injustices de caste.
Après une étude des grandes religions du monde (ainsi que du marxisme), il devient convaincu que la conversion des Dalits au bouddhisme est la meilleure solution, la meilleure issue possible hors de l'hindouisme. 
Le 14 octobre 1956, peu avant son décès, il organise la première conversion en masse de ses compagnons hors-caste : en présence de quelque 380 000 intouchables rassemblés à Nagpur, il se convertit en prenant de Bhadant U Chandramani, un des plus anciens des moines bouddhistes en Inde à l'époque, les Trois Refuges et les Cinq Préceptes. 
À la suite de cela, il les administre aux intouchables présents, les convertissant au bouddhisme - fait marquant dans l'histoire du bouddhisme en Inde, le bouddhisme ayant quasiment disparu du sous-continent indien au début du XIIIe siècle. 
Il ajoute aux Refuges et aux Préceptes une série de 22 vœux rédigés par lui-même.

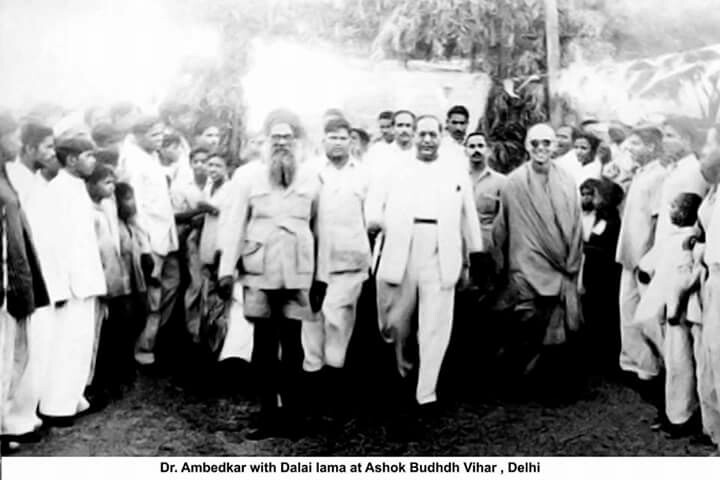
Babasaheb Ambedkar avec le 14e dalaï-lama au Ashoka Buddha Vihar à Delhi.

Le 2 décembre, il assiste à la réception au Ashoka Buddha Vihar, à Delhi, du 14e dalaï-lama venu en Inde pour célébrer le 2500e Bouddha Jayanti.

### Les 22 vœux d’Ambedkar
Lors de la conversion des intouchables présents, Ambedkar ajoute, à la prise des Refuges et des Préceptes, 22 vœux qu'il a rédigés. Ce sont des instructions pratiques destinées d'une part à initier chez les convertis une réelle pratique bouddhique et, d'autre part, à éviter qu’ils n’amalgament le bouddhisme avec l’hindouisme, ce que font les hindous. Ces 22 vœux sont les suivants (il est à noter que les vœux n° 13 à 17 correspondent aux cinq préceptes bouddhiques, le premier sous sa forme positive, les quatre autres sous leur forme négative) :

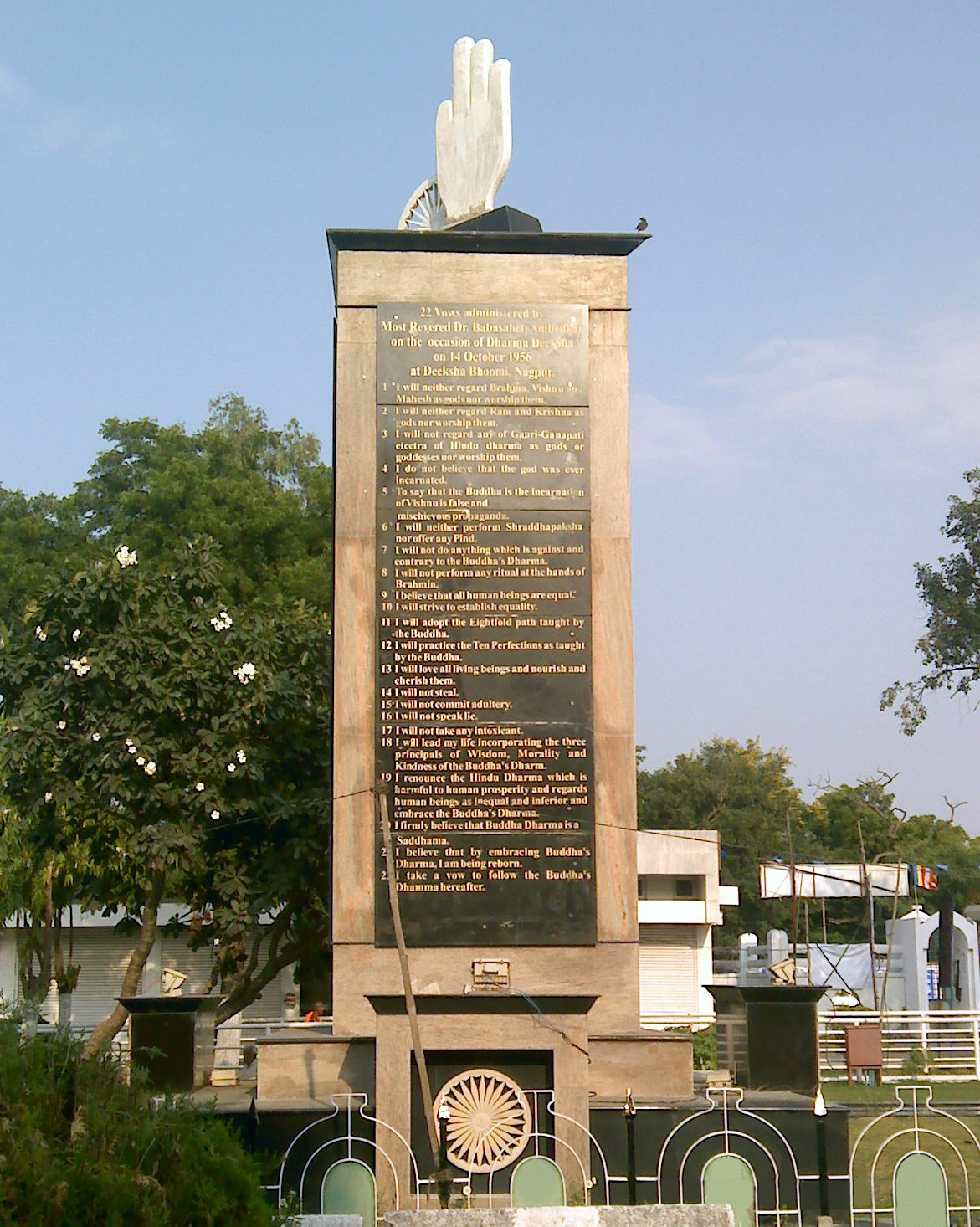
Inscription des 22 vœux à Deekshabhoomi (lieu de la conversion), à Nagpur.

1. Je n’aurai pas de foi en Brahma, Vishnou et Maheshwara, et je ne les vénérerai pas.
2. Je n’aurai pas de foi en Rāma et en Krishna, qui sont considérés comme des incarnations de Dieu, et je ne les vénérerai pas.
3. Je n’aurai pas de foi en Gauri, Ganapati et autres dieux et déesse des hindous, et je ne les vénérerai pas.
4. Je ne crois pas à l’incarnation de Dieu.
5. Je ne crois pas et ne croirai pas que le Seigneur Bouddha était l’incarnation de Vishnou. Je crois que ceci est simple folie et fausse propagande.
6. Je ne ferai pas de Śrāddha (rituel fait aux ancêtres), et ne donnerai pas de pind-dan (offrande hindoue).
7. Je n’agirai pas d’une manière violant les principes et l’enseignement du Bouddha.
8. Je ne permettrai pas que des cérémonies soient menées par des brahmanes.
9. Je croirai en l’égalité des hommes.
10. Je m’efforcerai d’établir l’égalité.
11. Je suivrai le Noble Chemin octuple du Bouddha.
12. Je suivrai les dix paramitas prescrites par le Bouddha.
13. J’aurai de la compassion et de la bienveillance envers tous les êtres vivants, et je les protégerai.
14. Je ne volerai pas.
15. Je ne mentirai pas.
16. Je ne commettrai pas de péché de la chair.
17. Je ne prendrai pas d’intoxicants tels que de l’alcool, des drogues, etc.
18. Je m’efforcerai de suivre le Noble Chemin octuple et de pratiquer la compassion et la bienveillance dans la vie quotidienne.
19. Je renonce à l’hindouisme, qui défavorise l’humanité et qui empêche l’avancée et le développement de l’humanité, car il est basé sur l’inégalité, et j’adopte le bouddhisme comme religion.
20. Je crois fermement que le Dhamma[5] du Bouddha est la seule religion.
21. Je considère que je suis né à nouveau.
22. Je déclare solennellement et j’affirme que dès maintenant je mènerai ma vie selon les enseignements du Dhamma du Bouddha.

## Diffusion de la pensée d'Ambedkar

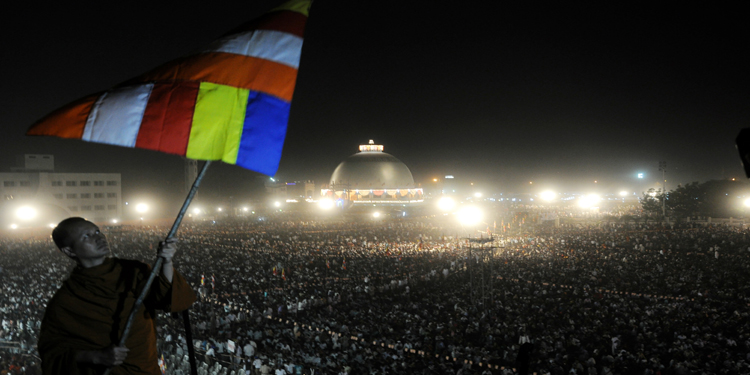
Célébration de la conversion de masse du 14 octobre 1956, à Deekshabhoomi en octobre 2012.

La philosophie politique d'Ambedkar a donné naissance à un grand nombre de partis politiques, de syndicats et de publications dalits, qui sont toujours actifs aujourd'hui, en particulier au Maharashtra.
Le mouvement de conversion au bouddhisme initié par Ambedkar le jour de sa propre conversion se poursuit de nos jours ; concernant à l'origine les seuls Dalits du Maharashtra, il touche aujourd'hui nombre de personnes de basse caste, dans un nombre grandissant d'États de l'Inde. La promotion du mouvement bouddhiste dalit est donc à l'origine d'un regain d'intérêt pour le bouddhisme dans de nombreuses parties de l'Inde ; en outre, ce développement du bouddhisme est de plus en plus reconnu hors de l'Inde.
À la fin des années 1990, des Roms hongrois ont vu des parallèles entre leur propre situation et celle des Dalits en Inde et ont commencé à se convertir au bouddhisme, inspirés par l'approche d'Ambedkar.
Le célèbre chanteur carnatique indien T. M. Krishna explique les raisons qui l'ont amené à devenir un adepte de cette philosophie .

## Écrits et discours
Le Ministère de l'Éducation du Maharashtra a publié la collection des écrits et discours de Dr.B.R.Ambedkar en plusieurs volumes.
| Volume n° | Description |
| --------- | --- |
| vol. 1.   | Les castes en Inde, L'annihilation des castes et 10 autres essais                                                                                 |
| vol. 2.   | Dr Ambedkar dans la législature de Bombay, avec la Commission Simon et aux conférences de la table ronde, 1927-1939                               |
| vol. 3.   | La philosophie de l'hindouisme ; L'Inde et les conditions préalables du communisme ; Révolution et contre-révolution ; Le Bouddha ou Karl Marx    |
| vol. 4.   | Énigmes de l'hindouisme |
| vol. 5.   | Essais sur les intouchables et l'intouchabilité                                                                                                   |
| vol. 6.   | L'évolution de la finance provinciale dans l'Inde britannique                                                                                     |
| vol. 7.   | Qui étaient les shudras ? ; Les intouchables |
| vol. 8.   | Le Pakistan ou la partition de l'Inde |
| vol. 9.   | Ce que le Parti du Congrès et Gandhi ont fait aux intouchables ; Mr. Gandhi et l'émancipation des intouchables                                    |
| vol. 10.  | Dr. Ambedkar en tant que membre du Conseil exécutif du Gouverneur Général, 1942-46                                                                |
| vol. 11.  | Le Bouddha et son Dhamma |
| vol. 12.  | Écrits inédits ; Le commerce dans l'Inde ancienne ; Notes sur des lois ; En attendant un visa ; Notes diverses, etc.                              |
| vol. 13.  | Dr. Ambedkar en tant qu'architecte principal de la Constitution de l'Inde                                                                         |
| vol. 14.  | (2 parties) Dr. Ambedkar en tant que premier Ministre de la Justice de l'Inde libre et que membre de l'opposition au Parlement Indien (1947-1956) |
| vol. 16.  | Grammaire du pâli |
| vol. 17   | (3 parties) Dr. Babasaheb Ambedkar et sa révolution égalitaire                                                                                    |
| vol. 18   | (3 parties) Ḍô. Bābāsāheba Āmbēdakara lekhana āṇi bhāshaṇe (discours et écrits de Dr. Babasaheb Ambedkar en marathi)                              |
| vol. 19   | Discours et écrits de Dr. Babasaheb Ambedkar en marathi                                                                                           |
| vol. 20   | Discours et écrits de Dr. Babasaheb Ambedkar en marathi                                                                                           |
| vol. 21   | Album photo et correspondance de Dr. Babasaheb Ambedkar                                                                                           |

## Distinctions
- Bharat Ratna en 1990, à titre posthume (plus haute décoration civile de l'Inde).